# 三桝家 (菓子舗)
三桝家、三桝屋（みますや）は、群馬県館林市の銘菓である麦落雁を考案したことで知られる菓子舗。かつては館林城大手門前並木町に店を構え、城主秋元家御用達であったほか、徳川将軍家、皇室の賞味も得た菓子舗である。

## 歴史
天正年間、まだ館林が佐貫町と呼ばれたころより、三桝屋又兵衛と名乗るものが菓子製造業を営んでいたとされる。館林城下町の成立後は、城下大手門前並木町に移転した。
麦落雁は1818年（文政元年）頃、与兵衛が上州の有名物産であり、滋養にも富む大麦を菓子に用いることを考案し、大麦の粉であるはったい粉と和三盆糖を組み合わせて創作したものとされる。この麦落雁は代々の館林城城主に愛顧され、また城主から江戸徳川将軍家への進物としても用いられた。
1886年（明治19年）5月、明治天皇・皇后が躑躅ヶ岡公園の行幸啓にあたり、麦落雁が供され、その後年々若干の御用を得られるようになったという。1890年（明治23年）の内国博覧会において明治天皇から、1908年（明治41年）11月の前橋市での近衛師団機動演習において東宮から、1910年（明治43年）に群馬県で開催された一府十四県連合共進会では宮内庁から麦落雁が買い上げられた。その頃には販路も大きく広がり、東京京都はもちろん、遠く北海道、朝鮮、台湾、中国大陸からアメリカにまで及ぶようになった。

## 当屋号を名乗る業者
2021年現在、三桝家・三桝屋の屋号を用いる菓子舗は館林に2業者ある。

### 三桝家總本舗

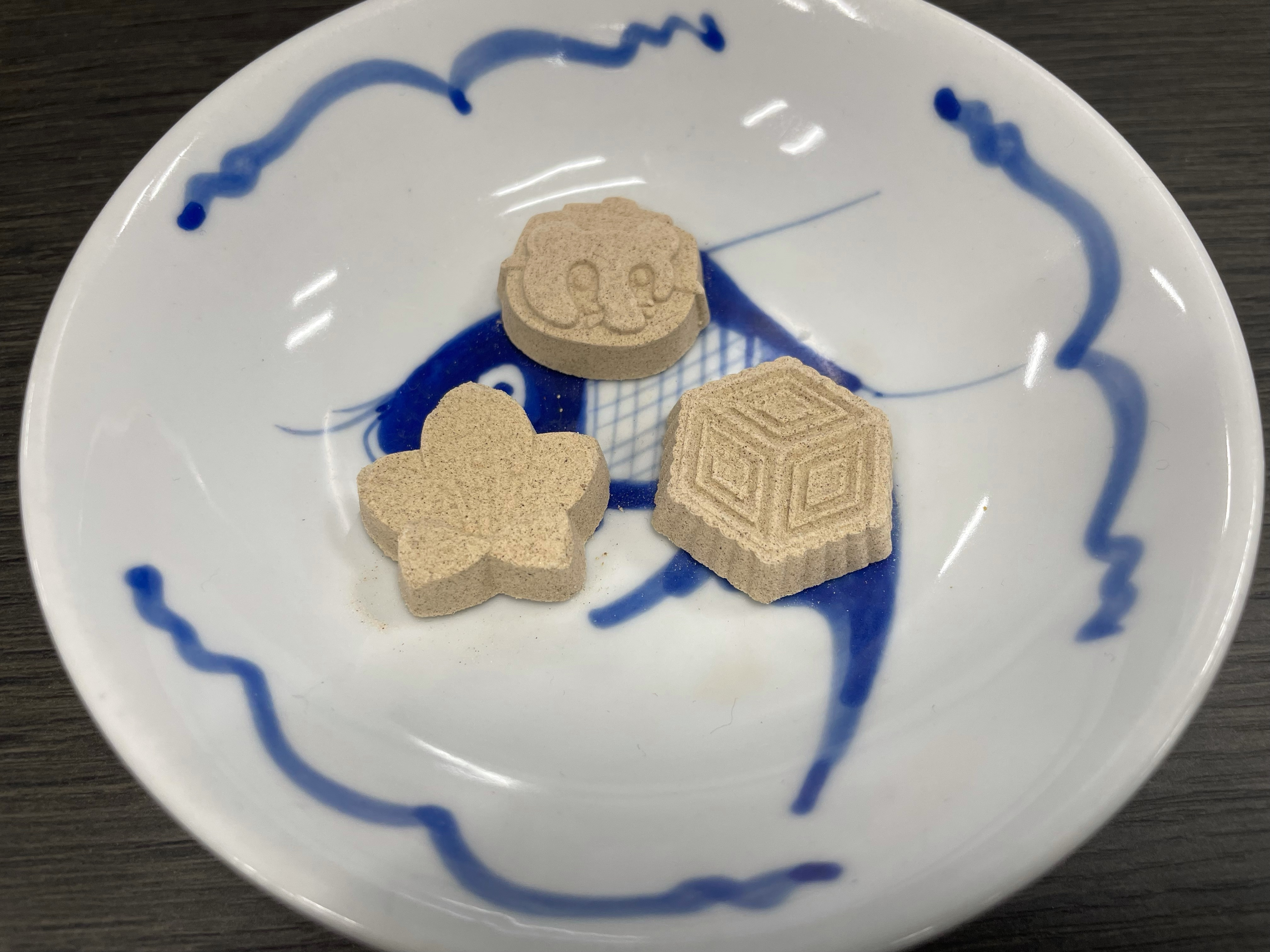
麦落雁 三桝家總本舗
デザインは三桝紋、つつじ、分福茶釜

「三桝家丸山」とも名乗っていた。

#### 製品

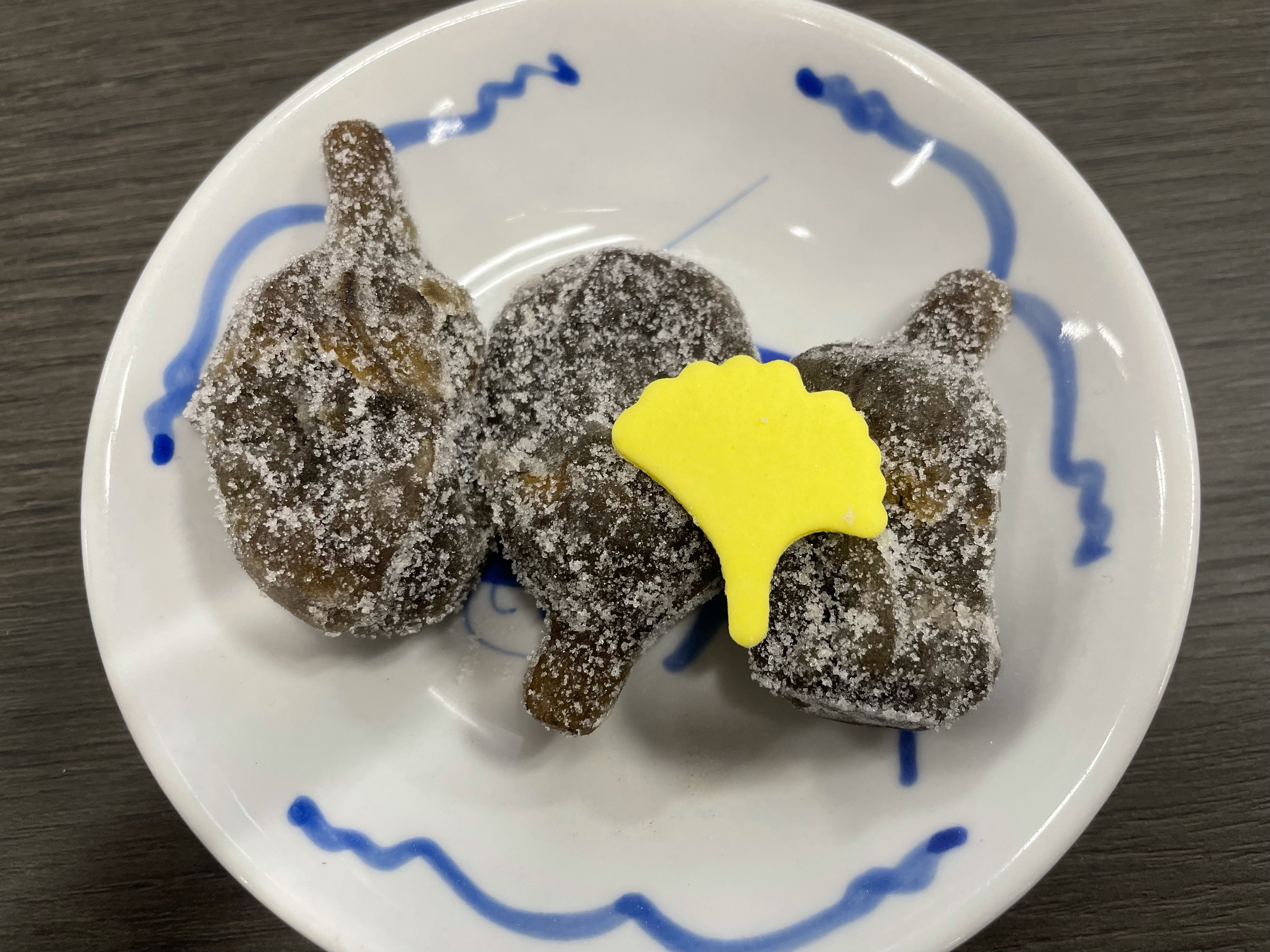
茄子の砂糖漬け 三桝家總本舗

- 麦落雁[6]
- なすの砂糖漬け[6] - 丸山菊蔵[注釈 3]の創作[1]。

- 麦羊羹[6]
- 栗羊羹[6]

#### 店舗
- 三の丸本店 - 館林市本町3丁目（館林市役所前）[9]
- 仲町店 - 館林市仲町3丁目[9]

### 三桝屋總本店

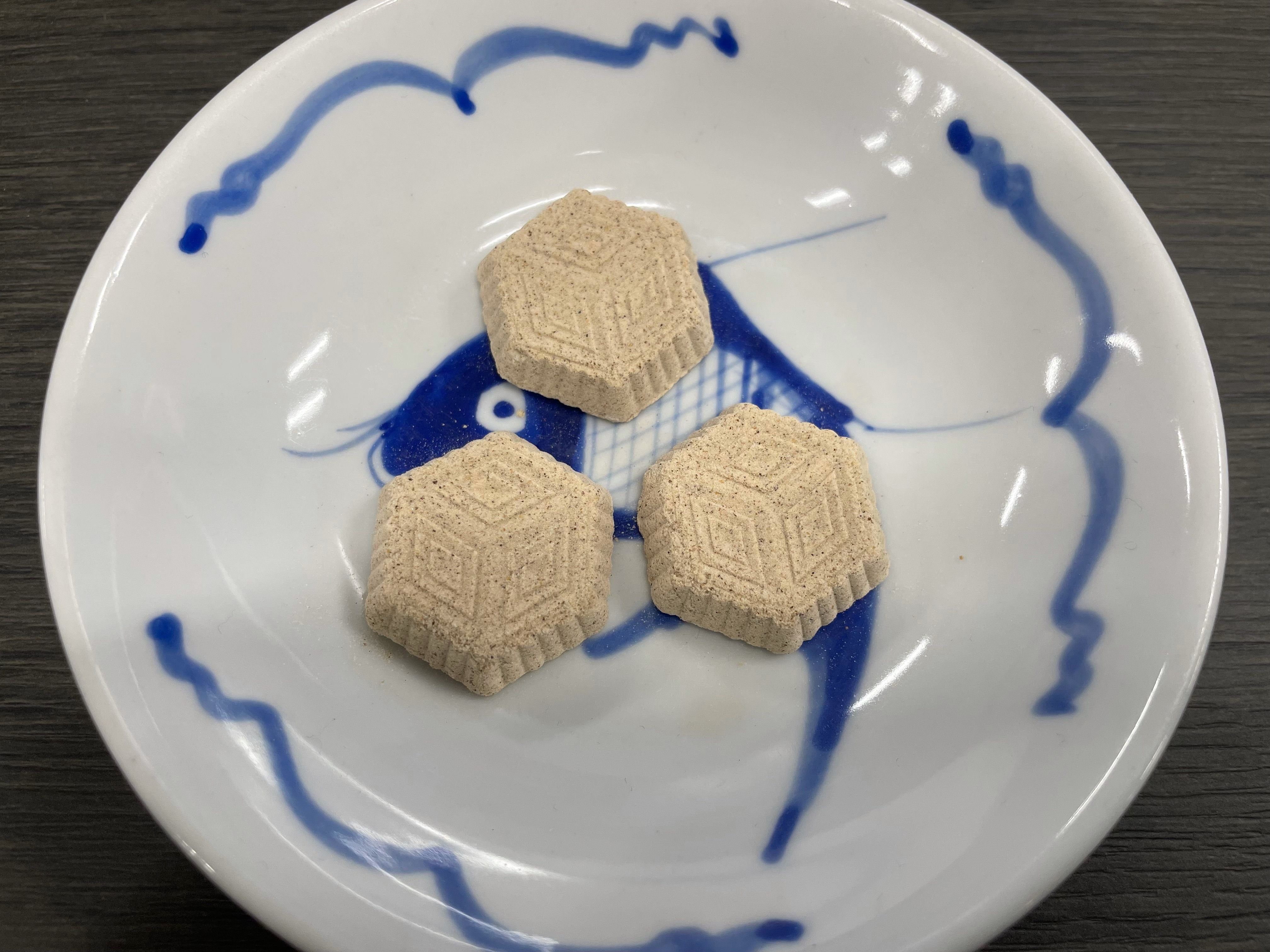
麦落雁 三桝屋總本店

「三桝屋大越」とも名乗っていた。

#### 分裂後の歴史
「三桝家總本舗」との分裂時期ははっきりしない。
1951年（昭和26年）4月の第2回全国植樹祭、1983年（昭和58年）のあかぎ国体、1997年（平成9年）10月の第49回全国植樹祭など、数々の天皇行幸・皇族行啓の際に三桝屋總本店の麦落雁は供されたという。また、1958年（昭和33年）にはベルギー・ブリュッセル、翌年の1959年（昭和34年）にはイギリス・ロンドンにおいて、2年連続で国際菓子博覧会賞を受賞したとされる。
1952年以降、株式会社の形態で経営されてきたが、2020年4月清算され、以後栃木県足利市の「社会福祉法人愛光園」下の一事業として展開されている。

#### 製品
- 麦落雁 - 館林市のキャラクター、ぽんちゃんや群馬県のキャラクター、ぐんまちゃんなどの変わりデザインあり[14]。
- シルクサブレー - 生糸の産地として有名なことをモチーフに、繭をかたどっている[14]。

#### 店舗
- 三桝屋總本店 - 館林市本町1丁目[13]
- 分福工場 - 館林市堀工町[13]

## 登録商標を巡る裁判

### 三桝紋の歴史

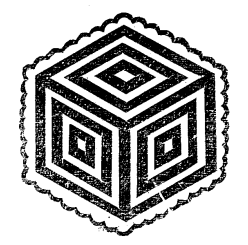
三桝屋總本店 登録商標
1916年（大正5年）6月出願
1918年（大正7年）1月登録

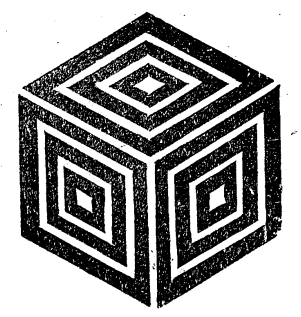
三桝屋總本店 登録商標
1917年（大正6年）11月出願
1918年（大正7年）2月登録

三桝家の商標は代々、3つの枡状の形を組み合わせて正六角形をかたどった三桝紋を用いてきた。
「三桝家總本舗」の主張では、この紋は麦落雁の発案者でもある丸山与衛（1799年（寛政11年）3月11日生、通称与兵衛または三桝屋休蔵）が1818年（文政元年）に発案し、累代麦落雁に対して使用してきた紋であるという。
「三桝屋總本店」の主張する歴史では、「三桝屋大越」の先祖は初代団十郎と交流があったが、団十郎の歌舞伎作家としてのペンネームが「三桝屋兵庫」であったことに影響を受け、三つ亀甲の紋様を組合せた六角形の紋様を用いるようになったという。

### 商標潜用を争う裁判
1916年（大正5年）から1017年（大正6年）にかけて、三桝紋2種は「三桝屋總本店」によって登録商標出願され、受理された。これにより、三桝紋は登録商標として「三桝屋總本店」が先取したこととなる。
「三桝家總本舗」はその後も三桝紋を使い続けたが、「三桝屋總本店」は「三桝家總本舗」が登録商標を潜用している商標法違反だとして、1953年（昭和28年）2月、前橋地方検察庁太田支部に提訴した。「三桝家總本舗」は反論として、先述の三桝紋の発案の経緯、および、与兵衛の孫である丸山菊蔵の幼少時に後見人であった初代大越代次が、菊蔵が長ずるに及んで「三桝屋總本店」として分家独立した経緯、その後「三桝屋總本店」の二代目大越代次が、菊蔵の不知の間に三桝紋を商標登録した経緯などを主張し、「三桝家總本舗」には先使用権があることを訴えた。この主張が歴史的事実か否かは不明であるが、当該裁判ではこの主張が事実認定され、1954年（昭和29年）12月、前橋地方裁判所太田支部において、「三桝家總本舗」に先使用権が有ることが確認され、無罪が確定した。

### 商標登録拒絶を巡る裁判

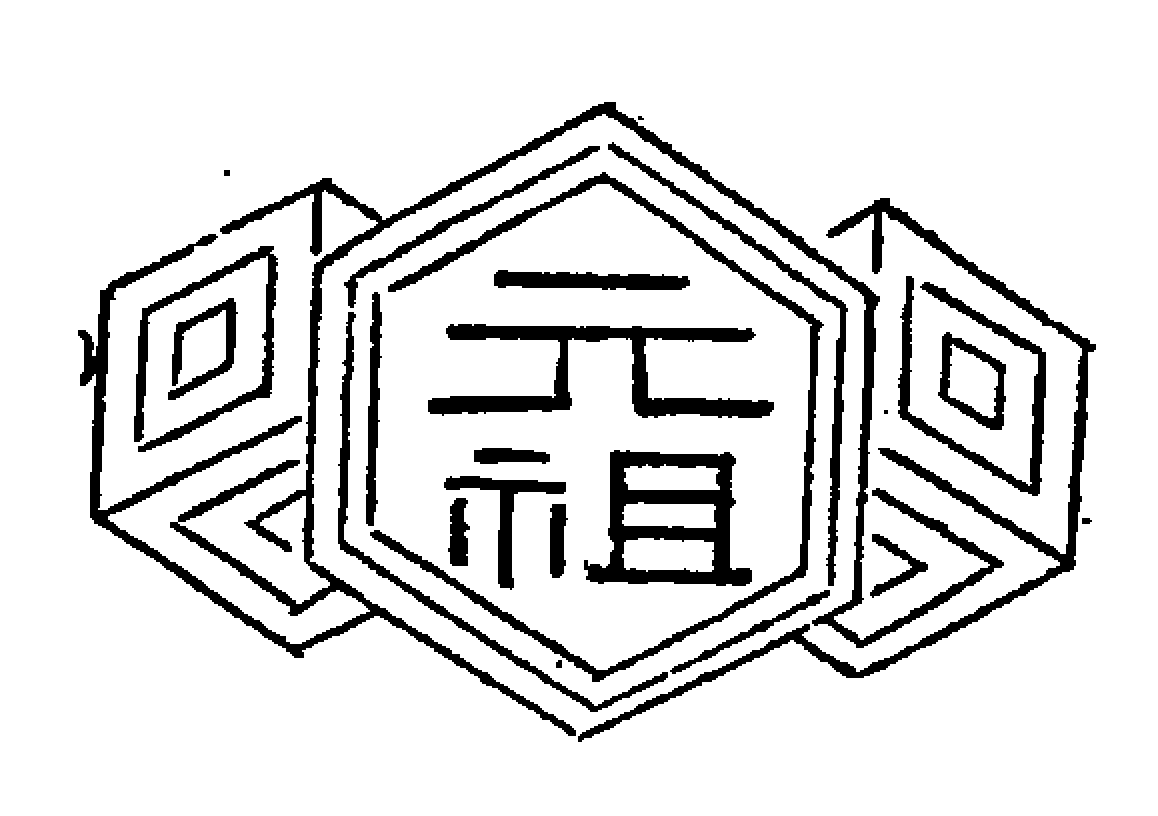
三桝家總本舗の商標
1951年（昭和26年）7月出願
1955年（昭和30年）5月拒絶

先の裁判を経て三桝紋の継続使用が認められた「三桝家總本舗」であるが、しかし全く同じ三桝紋を使い続けることにより、自らの商品が「三桝屋總本店」と混同される恐れがあると考え、1951年（昭和26年）7月、三桝紋を両翼に配置して中央に亀甲紋をあしらい、亀甲紋中に「元祖」の字を配した新しい商標を、1951年（昭和26年）7月出願した。しかしこの出願は、既存の三桝紋との類似性、及び追加要素である亀甲紋部分に顕著な特殊性がないことなどを理由に、1955年（昭和30年）5月、特許庁に拒絶された。「三桝家總本舗」は、商標考案後、数年にわたり商品の掛紙に当該商標を用いてきたが、一度も「三桝屋總本店」の商品と混同されたことはない点などを主張し、1955年6月特許庁への抗告審判請求、その後東京高等裁判所、最高裁判所への上告まで争ったが、1961年（昭和36年）6月、上告棄却で商標出願拒絶が確定した。
商標の登録出願は拒絶されたが、「三桝家總本舗」は2021年現在まで、当該商標を使用し続けている。